# Săvădisla
Săvădisla est une commune de Transylvanie, en Roumanie, dans le județ de Cluj. Elle est composée des villages Vultureni, Băbuțiu, Bădești, Chidea, Făureni, Șoimeni.